# Wim Wesselink
Willem Marinus Petrus (Wim) Wesselink (Haarlem, 7 februari 1924 – Alkmaar, 21 januari 2017) was een Nederlands politiek bestuurder van de KVP en later het CDA.

## Loopbaan
Wesselink had vijftien jaar een leidinggevende functie bij de Nederlandse Spoorwegen en was vakbondsbestuurder bij de Katholieke Bond van Overheidspersoneel (KABO) voor hij in februari 1972 benoemd werd tot burgemeester van de gemeenten Harenkarspel en Warmenhuizen. Wesselink zou die functies blijven uitoefenen tot hij begin 1989 met pensioen ging. Daarna kreeg Harenkarspel Jos Louter (burgemeester van Obdam) als waarnemend burgemeester en Warmenhuizen kreeg Jaap Gutker (burgemeester van Zijpe) als waarnemend burgemeester en daarmee hadden deze gemeenten voor het eerst sinds 1921 niet dezelfde burgemeester.
Hij was ridder in de Orde van Oranje-Nassau.
Wesselink bleef na zijn pensionering wonen in Tuitjenhorn. Begin 2017 overleed hij op 92-jarige leeftijd.